# Vărbila
Vărbila – wieś w Rumunii, w okręgu Prahova, w gminie Iordăcheanu. W 2011 roku liczyła 1469 mieszkańców.